# Phil Anselmo
Philip Hansen Anselmo, connu sous le nom de Phil Anselmo, alias Anton Crowley, est un chanteur et musicien américain de metal, né le 30 juin 1968 à la Nouvelle-Orléans, en Louisiane.
Il est connu pour avoir été le chanteur du groupe Pantera. Actuellement, il est le leader du groupe Down. Il est également le propriétaire de Housecore Records et fait partie de nombreux projets secondaires.

## Biographie

### Jeunesse
Philip Hansen commence sa vie à la Nouvelle-Orléans et étudie à la Grace King High School, située dans la banlieue de Metairie où son père possédait et exploitait un restaurant, appelé Anselme, qui a fermé à la suite de l'ouragan Katrina.
Philip dit, dans plusieurs interviews, qu'il était un enfant très calme et isolé. Il passe quelque temps à travailler sur les bateaux de pêche.
En 2001, dans une entrevue à l'émission de radio Opie and Anthony, il raconte qu'à l'âge de 15 ans, il a mis le feu à sa maison pour effrayer sa sœur mais la maison a brûlé. Adolescent, Anselmo rejoint le groupe Samhain. Depuis le milieu des années 1980, Anselmo est un membre du groupe Razor White qui reprend, principalement, des titres de Judas Priest.

### Influences
Anselmo se dit principalement influencé par Black Sabbath, Judas Priest, Slayer, Hellhammer et Venom. Il rend hommage à deux de ses groupes préférés dans les paroles de la chanson de Pantera, Goddamn Electric, en chantant « votre confiance est dans le whisky et l'herbe et Black Sabbath » puis, dans le deuxième refrain, « votre confiance est dans le whisky et l'herbe et Slayer ».

### Pantera 1986-2005
Pantera est un groupe de Groove metal, avec quatre albums auto-produits.
En 1986, le groupe se sépare de Terrence Lee (chanteur), pour divergences musicales, car il est, avant tout, un chanteur glam metal. À la recherche d'un nouveau chanteur d'un style plus heavy, le groupe, après plusieurs auditions, choisit Anselmo. Le groupe est si impressionné par Anselmo qu'il ré-enregistre certains titres chantés par Terrence Lee. Anselmo déménage au Texas pour enregistrer Power Metal, qui sort en 1988 sur le label du groupe, Metal Magic Records. Après la sortie de Power Metal, le groupe abandonne son image glamour et adopte un look plus décontracté.
En 1990, Pantera enregistre l'album Cowboys from Hell et commence une longue tournée. Le groupe compile des parties de cette tournée sur la première vidéo : Cowboys from Hell: The Videos, sortie en 1991.
En 1992, Pantera enregistre Vulgar Display of Power, puis publie une démo quatre titres intitulée Hostile Mixes, dont deux des remix sont réalisés par Justin Broadrick, de Godflesh, et un par Jim G. Thirlwell, de Foetus.
En 1994, Pantera publie ''Far Beyond Driven, qui devient n° 1 aux États-Unis. Fin juin, Anselmo est poursuivi pour une altercation avec un garde de sécurité qui a empêché des fans de monter sur scène. Anselmo est libéré sous caution (5 000 $) le lendemain,. Le procès est reporté à trois reprises.
En mai 1995, il s'excuse auprès de la cour, plaide coupable de tentative d'agression et est condamné à 100 heures de travail d’intérêt général,.
En 1996, Pantera sort son quatrième album studio avec Anselmo, intitulé The Great Southern Trendkill. Anselmo enregistre les pistes vocales de cet album à la Nouvelle Orléans, tandis que les autres membres travaillent au Texas.

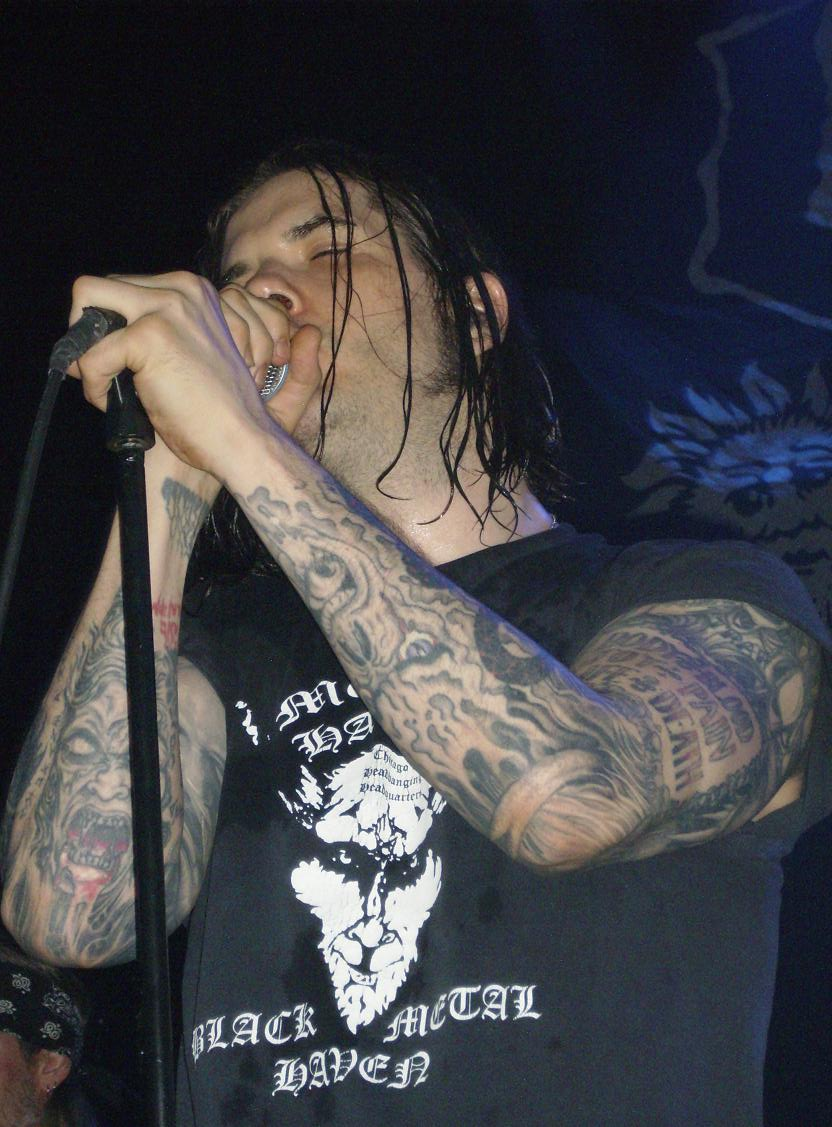
Anselmo, avec Down, en 2006

En 1997, Pantera sort son premier album live officiel intitulé Official Live: 101 Proof. Cet album contient deux nouveaux titres : I Can't Hide et Where You Come From.
En 2000, Pantera sort son dernier album studio, intitulé Reinventing the Steel.
En 2003, Pantera publie une compilation : The Best of Pantera: Far Beyond the Great Southern Cowboys' Vulgar Hits! (nommé Reinventing Hell: The Best of Pantera en Europe). L'album contient des chansons de cinq albums studio avec Anselmo et trois reprises : Planet Caravan et Hole in the Sky, de Black Sabbath, et Cat Scratch Fever, de Ted Nugent. Un DVD bonus est réalisé, contenant tous les clips du groupe. Plus tard dans l'année, Pantera se dissout à la suite de divers problèmes avec le chanteur.
Après la dissolution, Anselmo consacre beaucoup de son temps à un projet parallèle : Superjoint Ritual. En réaction, les frères Abbott (Dimebag Darrell et Vinnie Paul, guitariste et batteur de Pantera), forment de leur côté Damageplan avec le guitariste Pat Lachman au chant et Bob Zilla à la basse.
Après la disparation de Pantera, Anselmo se querelle régulièrement avec Dimebag, concluant par une déclaration à Hammer magazine que « Dimebag mérite d'être roué de coups ». Il nie d'abord avoir fait cette déclaration mais, plus tard, dans un VH1 Behind the Music spécial Pantera, il change son histoire et affirme cette fois que son commentaire avait été fait avec légèreté. De son côté, Vinnie Paul dit à la presse qu'il avait entendu des enregistrements audio de l'entrevue et qu'Anselmo avait été correctement cité.
En décembre 2004, Dimebag Darrell est tué lors d'un concert de son groupe Damageplan. À la demande de la famille de Dimebag, Anselmo n'assiste pas aux funérailles. Dans une longue vidéo pleine d'émotion publiée sur le site YouTube, Anselmo dit son regret quant à son comportement antérieur avec Dimebag. Down lui dédie sa chanson Lifer et Phil Anselmo déclare ensuite qu'il souhaitait renouer avec Vinnie Paul, mais une quelconque réconciliation était peu probable en raison des tensions persistantes entre les deux  et n'a maintenant plus aucune chance de se produire puisque Vinnie Paul est mort en 2018.

### Superjoint Ritual 1994-2005

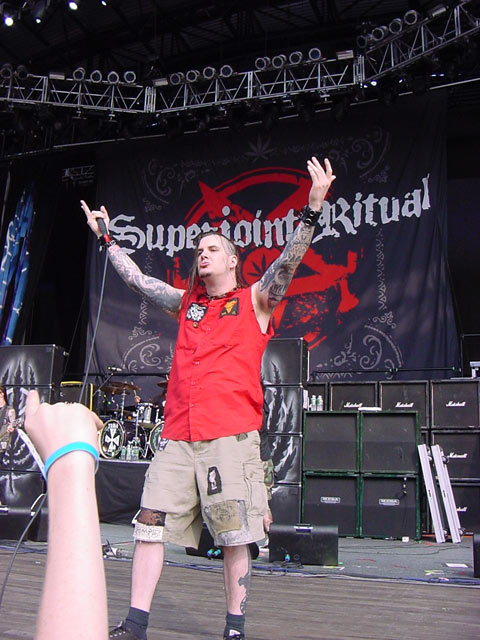
Anselmo, avec Superjoint Ritual, au Ozzfest de 2004.

Superjoint Ritual est un groupe de metal formé par Anselmo, Joe Fazzio et Bower Jimmy, au début des années 1990 à la Nouvelle-Orléans, rejoint, plus tard, par Hank Williams III, et Kevin Bond. Son style peut être considéré comme un mélange de groove metal et punk hardcore. Des groupes comme Venom, Slayer, Celtic Frost, Voivod et Darkthrone sont également cités comme influences. Le nom de Superjoint Ritual vient d'une chanson de Darkthrone, The Pagan Winter. Selon Bower, Anselmo a écrit 70-80 % de la musique du groupe. Ils sortent deux albums sur Sanctuary Records, Use Once & Destroy, en 2002 et A Lethal Dose of American Hatred, en 2003.

### Superjoint 2014-2017
En 2014, le groupe Superjoint se reforme. Plus de dix ans après la sortie de leur dernier album, le groupe enregistre Caught Up in the Gears of Application (2016).

### Christ Inversion 1994-1995
Christ Inversion est formé en 1994. Le groupe est un projet de courte durée de black metal où Anselmo joue de la guitare sous le nom de Anton Crowley. La plupart des paroles sont basées sur les thématiques du film d'horreur et du satanisme. Le groupe enregistre deux démos en 1994 et 1995, puis se dissout sans jamais enregistrer un album complet. Plusieurs années plus tard, les chansons de la première démo sont mises sur une compilation de 8 titres, produite par Anselmo, sortie le 28 octobre 2008.

### Viking Crown 1994-2001
Viking Crown est un side-project de courte durée, essentiellement solo, créé par Anselmo, au milieu des années 1990. Les membres du groupe sont Phil Anselmo, alias Anton Crowley (guitare, basse et batterie), Killjoy (chant), et Opal Enthroned (claviers). Sur le premier album, Unorthodox Steps of Ritual, Anselmo joue de tous les instruments et chante. Le groupe n'a jamais joué en live.

### Down 1995-…
Down est un groupe de sludge metal/stoner metal américain formé en 1991 à la Nouvelle-Orléans. Ce groupe est un supergroupe, ses line-up successifs sont composés de membres actuels et anciens de Pantera, Corrosion of Conformity, Crowbar et Eyehategod.
Depuis sa création, Down a sorti quatre albums studio, un live et a fait deux pauses pour se concentrer sur les groupes respectifs.

### Southern Isolation 1995-2001
Southern Isolation sort un EP appelé Southern Isolation. Il contenait, à l'origine, quatre chansons, mais est réédité avec un titre bonus. Le groupe est composé de Stephanie Weinstein Opal (chant et guitare), Anselmo (chant, chœurs et guitares), Big Ross Karpelman (Clearlight, claviers), et Sid Montz (Crowbar, batterie).

### Eibon 1998-2000
Eibon est supergroupe de très courte durée auquel Anselmo a participé de 1998 à 2000. Le groupe est composé de Killjoy, Fenriz, Satyre et Maniac. Le projet est mis en pause indéfinie et n'a seulement sorti qu'un seul titre : Mirror Soul Jesus, figurant sur la compilation Moonfog 2000: A Different Perspective.

### Arson Anthem 2006-…
Arson Anthem est un projet de punk hardcore sudiste qui prend naissance lorsque le chanteur de Eyehategod Mike Williams déménage dans l'appartement secondaire d'Anselmo, après avoir perdu tous ses biens, à la suite de l'ouragan Katrina. Ils passent d'innombrables heures à écouter la collection de disques de hardcore d'Anselmo. Ils commencent à jammer avec Hank III et Collin Yeo, unis par le désir d'avoir un groupe de hardcore/crust punk. Arson Anthem est composé de Mike Williams au chant, Phil Anselmo à la guitare, Hank III à la batterie et Collin Yeo à la basse.

### Phil Anselmo & the Illegals 2011-…
Courant 2011-2012, Anselmo commence à écrire et enregistrer un album solo, intitulé Walk Through Exits Only. Le groupe Phil Anselmo & the Illegals sort le premier album le 16 juillet 2013.
En 2016, il fonde le projet Bill & Phil avec l'acteur Bill Moseley.

## Collaborations

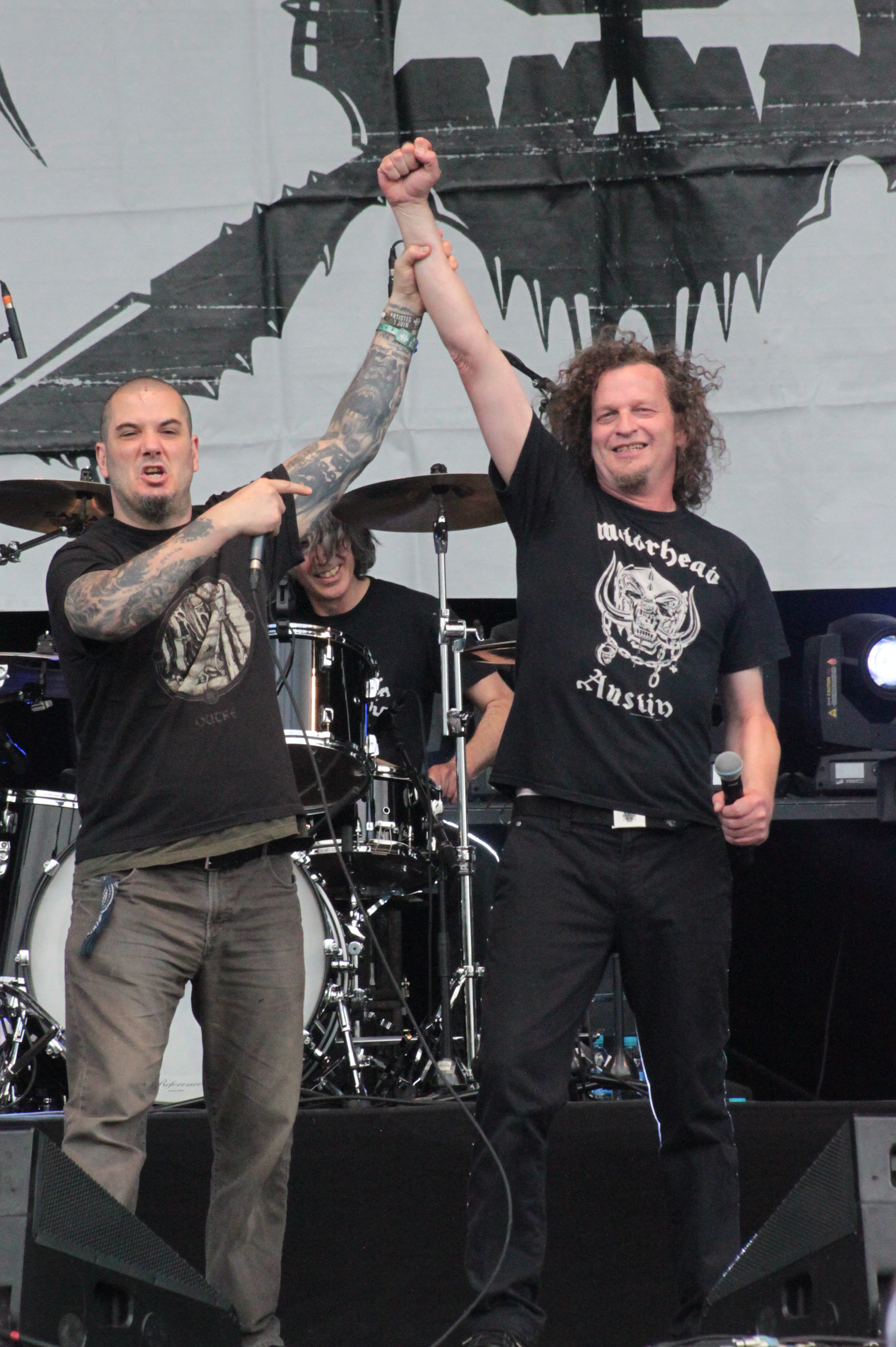
Phil Anselmo, en guest avec Denis Belanger (Voivod), au Hellfest 2013.

Phil fait, de temps en temps, des apparitions, lors de concerts de groupes de ses amis, pour les accompagner au chant ou à la guitare. Ainsi, au Hellfest, il joue pour Eyehategod, en 2009, chante avec Denis Belanger, de Voivod, en 2013. En août 2016 il remplace son ami Mike Williams le temps de deux concerts de Eyehategod.

### Pseudonyme Anton Crowley
Au milieu des années 1990, Anselmo commence à créer des projets parallèles, sous le pseudonyme Anton Crowley, notamment avec Viking Crown. L'alias Anton Crowley est un mélange d'Aleister Crowley (occultiste britannique) et d'Anton LaVey (fondateur et Grand prêtre de l'Église de Satan).
En 1997, le chanteur Killjoy reforme Necrophagia, son groupe, avec Phil Anselmo à la guitare. En utilisant le pseudo Anton Crowley, Anselmo est apparu en 1998 sur Holocausto de la Morte, le EP Black Blood Vomitorium en 1999, et, enfin, Cannibal Holocaust en 2001, où Opal Enthroned (alors épouse d'Anselmo) joue les claviers.

### Housecore Records
Anselmo crée son propre label appelé Housecore Records, pour produire ses albums des projets secondaires et d'autres groupes qu'il a pris en charge. Pendant un temps Housecore a fusionné avec le label Baphomet Records, détenu par l'ami de Philippe et ex-compère de Killjoy (Necrophagia), pour former Baphomet Records/Housecore Records, puis se sont divisés.

### House of Shock

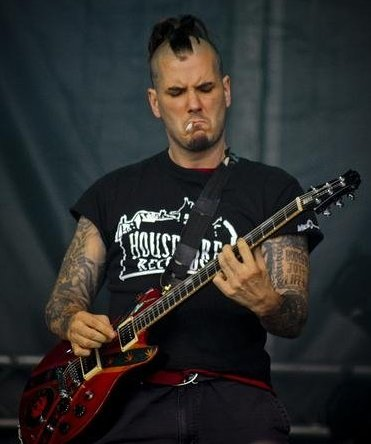
Anselmo qui joue de la guitare pour Eyehategod au Hellfest 2009.

Anselmo, Steve Joseph, Ross et Jay Karpelman Gracianette, créent House of Shock, une attraction sur le thème de Halloween. Au départ, ils commencent dans le jardin de Jay Gracianette, puis la transfèrent dans un grand entrepôt, en dehors de la Nouvelle-Orléans, transformé en une maison hantée interactive, avec plus de 300 bénévoles. L'attraction recueille des fonds pour le Children's Hospital of New Orleans, le Parish Police Bullet Proof Vest Fund et le Greater New Orleans Riding Rehabilitation Center. Anselmo joue le rôle d'un acteur à temps partiel, lorsque son calendrier le permet. Anselmo n'est plus impliqué dans l'attraction.

### John Kaplan
Anselmo est présenté, dans le reportage photo de John Kaplan, 21, qui reçoit le prix Pulitzer, pour reportage photographique. Le photographe y décrit les modes de vie des américains de 21 ans. Deux photos d'Anselmo sont incluses, dont une avec un serpent sur les épaules, et la seconde, tête rasée, révélant un tatouage.

### The Manson Family
Anselmo est la voix de Satan, dans le film de Jim Van Bebber, The Manson Family qui raconte la vie de Charles Manson et de ses "fans". Ce film, commencé en 1988, rencontre des difficultés de tournage et ne sort au Royaume-Uni qu'en 2003 et en 2004. Il participe aussi à la bande originale avec Ross Karpelman.

## Accusations de racisme
Depuis le milieu des années 1990, Anselmo est parfois accusé d'être raciste. Accusation dont il refuse l'objet à plusieurs reprises.
Lors d'un concert de Pantera, en 1995, à l'Auditorium de Verdun, à Montréal, Anselmo fait un petit speech, entre deux morceaux, où il déclare que Pantera n'est pas un groupe raciste. Le personnel de sécurité et certaines personnes qui y ont assisté ont trouvé ses propos racistes. Par la suite, Anselmo publie une lettre ouverte d'excuses pour ce qu'il aurait pu causer au cours de ce discours.
Lors d'une interview, en août 2003, Anselmo déclare que, en ce qui concerne les accusations de racisme : « Je sais qu'il y a des connards et des personnes formidables des deux côtés, qu'ils soient noir ou blanc. Et je sais aussi, c'est un putain de fait établi, qu'il y a de bonnes personnes qui viennent du Moyen-Orient et qui vivent ici. Et je sais qu'il y a de bonnes personnes qui viennent de l'orient en général. Mais si j'écris une chanson et qu'elle doit parler des aspects négatifs de certains sujets, je ne vais pas tourner autour du pot et être un putain d'hypocrite, surtout avec Superjoint. Avant, avec Pantera, je devais faire un peu gaffe. Plus maintenant. Et je peux voir, à l'enthousiasme du public, que nous sommes en train de faire quelque chose d'extrêmement pertinent, quelque chose de bien plus grand que ce que n'importe qui nous pensait capable de faire ».
Après sa performance sur Walk lors du Dimebash 2016, à Los Angeles, le 22 janvier 2016, avec Dave Grohl, Dave Lombardo, Rex Brown, Gary Holt, Robb Flynn et Robert Trujillo, Anselmo hurle un White Power en faisant un salut nazi. Il s'en explique ensuite, en affirmant qu'il était ivre lors de cet incident suite à des provocations émises par des néo-nazis à l'encontre du chanteur. Ce geste lui vaut une demande d'annulation du passage de Down au Hellfest 2016 par Bruno Retailleau, président de la région des Pays de la Loire, qui est partenaire du festival ; le festival FortaRock, en Hollande, ayant déjà annulé le set de Down ; Benjamin Barbaud, dans une entrevue avec Ouest-France répond que Down sera maintenu et que le Hellfest pourra se passer de 0,12 % du budget du festival. Philip Anselmo déclare néanmoins dans un communiqué adressé à Ben Barbaud, créateur du Hellfest, qu'il annule sa tournée européenne à la suite de cet incident. Down est alors remplacé par le groupe Puscifer.

## Vie privée
Le 31 octobre 2001, Anselmo épouse sa petite amie de longue date Stephanie Weinstein, avec laquelle il crée un groupe acoustique appelé Southern Isolation. Anselmo et Weinstein divorcent en 2004.
Anselmo entretient actuellement une relation avec Kate Richardson, qui contribue également à la gestion de son label, Housecore Records,. Ils résident dans la campagne de Louisiane, où ils possèdent un certain nombre d'animaux : chiens, chats, poules et oiseaux. Parmi ceux-ci, un rottweiler nommé Dracula qui est mort en 2009.

### Loisirs
Anselmo possède une vaste collection de plusieurs milliers de films d'horreur et une connaissance encyclopédique de la culture idoine.
Il s'intéresse également à la boxe. A ce titre, il possède des centaines de DVD de combats et emmène régulièrement un entraîneur de boxe dans ses tournées. Il écrit par ailleurs des articles en tant que chroniqueur pour Boxing Insider.
Il est aussi un grand fan de football américain et supporte avec ferveur les New Orleans Saints.

### Abus de drogues
Le 13 juillet 1996, à la Gexa Energy Pavilion (Coca-Cola Starplex), à Dallas (Texas), Anselmo est victime d'un arrêt cardiaque dû à une overdose d'héroïne après un concert. Les secours ont réussi à relancer son cœur et, quatre jours plus tard, il publie un communiqué de presse disant : « Moi, Philip H. Anselmo, me suis injecté une dose mortelle d'héroïne et suis mort pendant quatre à cinq minutes ».
Souffrant d'une douleur constante, à la suite d'une blessure au dos remontant au milieu des années 1990, il boit beaucoup, consomme des analgésiques, des relaxants musculaires et de l'héroïne. Ces médicaments affectent ses performances sur scène et lui causent des difficultés d'élocution.
En 2005, Anselmo cesse les drogues dures, afin de pouvoir être opéré du dos.

### Chirurgie
Le 21 novembre 2005, Anselmo subit une intervention chirurgicale pour réparer les dommages causés par une hernie discale. L'opération est un succès et, après plusieurs mois de convalescence et de réadaptation, le chanteur retourne en studio et tourne à nouveau. Anselmo déclare alors qu'il ressent parfois encore des douleurs dues à la blessure, mais beaucoup moins qu'avant la chirurgie.

## Discographie
| Année | Groupe                      | Titre                                                  | Label                                        | Autres Informations                                             |
| ----- | --------------------------- | ------------------------------------------------------ | -------------------------------------------- | --------------------------------------------------------------- |
| 1988  | Pantera                     | Power Metal                                            | Metal Magic Records                          |                                                                 |
| 1990  | Pantera                     | Cowboys from Hell                                      | Atlantic Records                             |                                                                 |
| 1992  | Pantera                     | Vulgar Display of Power                                | Eastwest Records                             |                                                                 |
| 1994  | Christ Inversion            | Obey the Will of Hell                                  | Housecore Records                            | Demo                                                            |
| 1994  | Pantera                     | Far Beyond Driven                                      | Eastwest Records                             |                                                                 |
| 1994  | Viking Crown                | Unorthodox Steps of Ritual                             | Baphomet Records                             |                                                                 |
| 1995  | Christ Inversion            | 13th Century Luciferian Rites                          | Housecore Records                            | Demo                                                            |
| 1995  | Down                        | NOLA                                                   | Elektra Records                              | Platine.                                                        |
| 1996  | Pantera                     | The Great Southern Trendkill                           | Eastwest Records                             |                                                                 |
| 1997  | Pantera                     | Official Live: 101 Proof                               | Eastwest Records                             |                                                                 |
| 1998  | Necrophagia                 | Holocausto De La Morte                                 | Red Stream The Plague Area Death Productions |                                                                 |
| 1999  | Necrophagia                 | Black Blood Vomitorium                                 |                                              |                                                                 |
| 2000  | Pantera                     | Reinventing the Steel                                  | Eastwest Records                             |                                                                 |
| 2000  | Viking Crown                | Innocence From Hell                                    | Baphomet Records                             |                                                                 |
| 2001  | Necrophagia                 | Cannibal Holocaust                                     |                                              |                                                                 |
| 2001  | Southern Isolation          | Southern Isolation                                     |                                              |                                                                 |
| 2001  | Viking Crown                | Banished Rhythmic Hate                                 | Renegade Records Season of Mist              |                                                                 |
| 2002  | Down                        | Down II: A Bustle in Your Hedgerow                     | Elektra Records                              |                                                                 |
| 2002  | Superjoint Ritual           | Use Once and Destroy                                   | Metal-Is Records                             |                                                                 |
| 2003  | Necrophagia                 | A Legacy of Horror Gore and Sickness                   | Baphomet Records                             |                                                                 |
| 2003  | Superjoint Ritual           | A Lethal Dose of American Hatred                       | Metal-Is Records                             |                                                                 |
| 2004  | Superjoint Ritual           | Four Doses of American Hatred                          | Sanctuary Records                            | MCD                                                             |
| 2004  | Christ Inversion            | To Lord Lucifer My First Born                          | Housecore Records                            |                                                                 |
| 2005  | Necrophagia + Viking Crown  | Draped in Treachery                                    | Season Of Mist                               | Compil de split Necrophagia : 5 titres Viking Crown : 11 titres |
| 2007  | Down                        | Down III: Over the Under                               | Warner Music Group                           |                                                                 |
| 2008  | Arson Anthem                | Arson Anthem                                           | Housecore Records                            | EP                                                              |
| 2010  | Down                        | Diary of a Mad Band: Europe in the Year of VI          | Roadrunner Warner                            | Live                                                            |
| 2010  | Arson Anthem                | Insecurity Notoriety                                   | Housecore Records                            |                                                                 |
| 2012  | Down                        | Down IV Part I: The Purple EP                          | Roadrunner                                   | EP                                                              |
| 2013  | Phil Anselmo & the Illegals | War of the Gargantuas                                  | Housecore Records                            | split Cd avec Warbeast                                          |
| 2013  | Phil Anselmo & the Illegals | Walk Through Exits Only                                | Housecore Records                            |                                                                 |
| 2016  | Superjoint                  | Caught Up in the Gears of Application                  | Housecore Records                            |                                                                 |
| 2016  | Scour                       | Scour                                                  | Housecore Records                            | EP                                                              |
| 2017  | Scour                       | The Red EP                                             | Housecore Records                            | EP                                                              |
| 2017  | Bill & Phil                 | Songs of Darkness and Despair                          | Housecore Records                            | EP                                                              |
| 2020  | Scour                       | The Black EP                                           | Housecore Records                            | EP                                                              |
| 2020  | En minor                    | When the cold truth has worn its miserable welcome out | Housecore Records                            |                                                                 |
| 2025  | Scour                       | Gold                                                   | Nuclear Blast                                |                                                                 |

### Apparitions d'invités
- Avec Crowbar – Crowbar (1993) (invité ; producteur)
- Avec Crowbar – Broken Glass (1996) (invité ; chœurs)
- Avec Anal Cunt – 40 More Reasons to Hate Us (1996) (invité ; chant et guitares)
- Avec Soilent Green – Sewn Mouth Secrets (1998) (invité ; chœurs)
- Avec Anthrax – Volume 8: The Threat is Real (1998) (invité ; chœurs sur "Killing Box")
- Avec Vision of Disorder – Imprint (1998) (invité ; chant sur "By the River")
- Avec Iommi – Iommi (2000) (invité ; chant et paroles sur "Time Is Mine")
- Avec Biohazard – Uncivilization (2001) (invité ; chœurs sur "HFFK")
- Avec Satyricon - Roadkill Extravaganza - A True Roadmovie (Vidéo) (2001) (invité ; chant sur "Havoc Vulture") (refrain seulement)
- Avec Skid Row (groupe américain) - Road Kill (Vidéo) (2005) (invité ; chant sur "18 & Life")
- Avec Cereberal Bore - The Dead Flesh Architect (narration sur "Entombed in Butchered Bodies")
- Avec Jarboe – Mahakali (2008) (invité ; chant sur "Overthrown")
- Avec Warbeast - Krush the Enemy (2010) (Effets spéciaux faits main)
- Avec Metal Allegiance – Metal Allegiance  (2015) (invité ; chant sur "Dying Song")
- Avec Cattle Decapitation – The Anthropocene Extinction (2015) (invité ; narration sur "The Prophets of Loss")
- Avec syk - I-Optikon (2016) (invité ; chant sur "I-Optikon" et "Fleshworms")
- Avec Sigh - Heir to Despair (2018) (invité ; chant sur "Homo Homini Lupus")
- Avec Gorlock - Thorax Hallways (2019) (invité ; chant sur "Lurking Birds Were Sparse but Soared")
- Avec The Boozehoundz - 99 Bottles (2020) (invité ; chant sur "1")
- Avec King Parrot - Holed Up in the Lair (2020) (invité ; chant sur "Nor Is Yours")